# Georg Heieck
Georg Heieck (* 19. April 1903 in Ludwigshafen am Rhein; † 20. Januar 1977 in Mannheim) war ein deutscher Maler.

## Werdegang
Sein älterer Bruder Peter Heieck war ebenfalls Kunstmaler. Als Zwanzigjähriger begann Georg Heieck auch ein Studium an der Karlsruher Kunstakademie. Während seiner bis zum Jahr 1926 laufenden Studienzeit war er Schüler von Werner Groh, Walter Conz, Hermann Gehri, August Babberger und Ernst Würtenberger.
Neben Reisebildern, Porträts und Stillleben malte er zahlreiche Motive aus der Pfalz.

## Auszeichnungen
Die Stadt Ludwigshafen am Rhein widmete ihm die Georg-Heieck-Straße.